# Нямбаярин Тегсцогт
Нямбаярин Тегсцогт (монг. Нямбаярын Төгсцогт, 23 червня 1992) — монгольський професійний боксер, олімпійський медаліст, призер чемпіонатів світу та Азії.

## Аматорська кар'єра
2009 року у віці 17 років завоював бронзову медаль на чемпіонаті Азії в категорії до 48 кг, здолавши у чвертьфіналі Біржана Жакипова (Казахстан).
На чемпіонаті світу 2009 завоював срібну медаль в категорії до 51 кг.
- В 1/32 фіналу переміг Суранджоя Сінґха (Індія) — 10(+)-10
- В 1/16 фіналу переміг Петера Сенки (Словаччина) — 12-7
- В 1/8 фіналу переміг Деклана Джераті (Ірландія) — 17-7
- У чвертьфіналі переміг Вінченцо Пікарді (Італія) — 12-7
- У півфіналі переміг Михаїла Алояна (Росія) — 8-7
- У фіналі програв Маквільямсу Арройо (Пуерто-Рико) — 2-18

На Азійських іграх 2010 програв у першому бою.
У сезоні 2010/2011 був учасником новоствореної напівпрофесійної боксерської ліги WSB у складі азербайджанської команди «Вогні Баку».
На чемпіонаті світу 2011 переміг двох суперників, а в 1/8 фіналу програв Ельвіну Мамішзаде (Азербайджан).
На Олімпійських іграх 2012 завоював срібну медаль.
- В 1/16 фіналу переміг Ельвіна Мамішзаде (Азербайджан) — 18-11
- В 1/8 фіналу переміг Вінченцо Пікарді (Італія) — 17-16
- У чвертьфіналі переміг Ясурбека Латипова (Узбекистан) — 15-10
- У півфіналі переміг Міхаїла Алояна (Росія) — 15-11
- У фіналі програв Робейсі Раміресу (Куба) — 14-17

На чемпіонаті світу 2013 в категорії до 56 кг програв у першому бою Джавіду Челебієву (Азербайджан).
На Азійських іграх 2014 програв у чвертьфіналі Хам Сан Мьон (Південна Корея).

### Виступ на Олімпіаді 2012
| Олімпіада   | Дисципліна | Місце |
| ----------- | ---------- | ----- |
| Лондон 2012 | до 52 кг   | 2     |

## Професіональна кар'єра
13 березня 2015 року дебютував у США на професійному ринзі.
Після десяти перемог поспіль 26 січня 2019 року Нямбаярин Тегсцогт переміг домініканця Клаудіо Марреро, завоював вакантний титул IBO і отримав статус обов'язкового претендента на титул чемпіона світу за версією WBC у напівлегкій вазі.
8 лютого 2020 року в бою проти чемпіона світу за версією WBC у напівлегкій вазі Гері Рассела Нямбаярин зазнав першої поразки в кар'єрі, поступившись за очками.
19 вересня 2020 року переміг за очками уродженця Барбадосу Кобіа Бріді у відбірковому поєдинку за версією WBC.
3 липня 2021 року програв «тимчасовому» чемпіону WBA у другій напівлегкій вазі Крісу Кольберту (США).